# Наталия Дайър
Наталия Даниел Дайър е американска актриса. Известна е с участието си в ролята на Нанси Уилър в научнофантастичния сериал на ужасите на Netflix „Странни неща“. Има главна роля в комедийната драма „Да, Господи, да“ и поддържащи роли в хорор филмите „Всяко изкуство е опасно“ и „Нещата, чути и видяни“.

## Ранен живот
Дайър е родена и израснала в Нашвил, Тенеси. Започва да играе в общински театър по време на юношеството си, а професионалния си екранен дебют прави в „Хана Монтана: Филмът“, който е заснет през 2008 г. в Тенеси. Дайър завършва Гимназия по изкуства в Нешвил. След това се премества в Ню Йорк и се записва в Нюйоркския университет, където учи в Училище за индивидуално обучение „Галатин“.

## Кариера
Дайър започва професионалната си кариера в ранните си тийнейджърски години, като участва в проекти, продуцирани в дома ѝ в Тенеси и околностите му. Първата ѝ екранна роля е Клариса Грейнджър в „Хана Монтана: Филмът“ през 2009. По това време тя има малки роли във филмите „Трансформацията на Уитни Браун“ и „Blue Like Jazz“, преди да се снима в малките независими филми „Не ме пускай“ (Don't Let Me Go) и „След мръкване“ (After Darkness); и двата филма излизат на екран през следващите години.
На шестнадесет годишна възраст се снима в независимия филм „Вярвам в еднорози“ (I Believe in Unicorns), който е първата ѝ голяма роля. Премиерата на филма е три години по-късно на филмовия фестивал SXSW през 2014 г.
Преломната роля на Дайър е тази на Нанси Уилър в сериала на Netflix „Странни неща“. Дайър участва и в независими филми, най-вече в драматичния филм „Да, Господи, да“ (Yes, God, Yes), в който играе ролята на Алис, момиче от католическо училище, което изследва сексуалността. Сред по-забележителните ѝ творби са поддържащи роли във филмите на ужасите „Всяко изкуство е опасно“ (Velvet Buzzsaw) и „Нещата, чути и видяни“. През януари 2022 г. е обявено, че тя ще участва във филма на ужасите „Много забава и игри“ (All Fun And Games).

## Личен живот
От 2016 г. Дайър има връзка с колегата си от „Странни неща“ Чарли Хийтън. Тя има две сестри.

## Филмография

### Филм
| Not yet released | Обозначава произведения, които все още не са издадени |

| година | Заглавие                         | Роля                 | Бележки                   |
| ------ | -------------------------------- | -------------------- | ------------------------- |
| 2009 г | Хана Монтана: Филмът             | Клариса Грейнджър    |                           |
| 2010 г | Too Sunny for Santa              | Джани                | Късометражен филм         |
| 2011 г | The Greening of Whitney Brown    | Лили                 |                           |
| 2012 г | Blue Like Jazz                   | Грейс                |                           |
| 2013   | Don't Let Me Go                  | Банши                |                           |
| 2014 г | After Darkness                   | Клара Бийти          | Разпространен през 2019 г |
| 2014 г | I Believe in Unicorns            | Давина               |                           |
| 2014 г | The City at Night                | Аделин               | Късометражен филм         |
| 2015 г | Till Dark                        | Люси                 | Късометражен филм         |
| 2016 г | Long Nights Short Mornings       | Мари                 |                           |
| 2017 г | Yes, God, Yes                    | Алис                 | Късометражен филм         |
| 2018 г | Mountain Rest                    | Клара                |                           |
| 2018 г | After Her                        | Хейли                | Късометражен филм         |
| 2019 г | Velvet Buzzsaw                   | Коко                 |                           |
| 2019 г | Yes, God, Yes                    | Алис                 |                           |
| 2019 г | The Nearest Human Being          | Моник                |                           |
| 2019 г | Tuscaloosa                       | Вирджиния            |                           |
| 2021 г | United States vs. Reality Winner | Риалити Уинър (глас) |                           |
| 2021 г | Things Heard & Seen              | Уилис Хауъл          |                           |
| TBA    | Chestnut                         | Ани                  | Постпродукция             |
| TBA    | All Fun and Games                | Били                 | Заснемане                 |

### Телевизия
| година  | Заглавие     | Роля        | Бележки     |
| ------- | ------------ | ----------- | ----------- |
| От 2016 | Странни неща | Нанси Уилър | Главна роля |

### В мрежата
| година | Заглавие                | Роля      | Бележки                             |
| ------ | ----------------------- | --------- | ----------------------------------- |
| 2017 г | The Postman's Diaries 2 | -         | Епизод: „Асансьорът“ (The Elevator) |
| 2020 г | Acting for a Cause      | Джейн Еър | Епизод: „Джейн Еър“ (Jane Eyre)     |

### Музикални видеоклипове
| година | Заглавие                 | Артист     | Изт.   |
| ------ | ------------------------ | ---------- | ------ |
| 2018 г | „Дива любов“ (Wild Love) | Джеймс Бей | [ 21 ] |

## Театър
| година                                                                                  | Заглавие | Роля                           | Място на провеждане                  | Изт.   |
| --------------------------------------------------------------------------------------- | --- | ------------------------------ | ------------------------------------ | ------ |
| 2004 г                                                                                  | Да убиеш присмехулник | Скаут                          | Център за сценични изкуства в Тенеси | [ 22 ] |
| 2009 г                                                                                  | Титаник | Стюардеса / пътник трета класа | Луби театър                          | [ 23 ] |
| 2016 г                                                                                  | Интригуващите годежи на Франсис и Мег Читъм, Дами от обществото \| На английски: The Intriguing Engagements of Frances and Meg Cheatham, Ladies Of Society \| | Мег                            | Teatro La Tea ( FringeNYC )          | [ 23 ] |
| На английски: The Intriguing Engagements of Frances and Meg Cheatham, Ladies Of Society | |                                |                                      |        |

## Награди и номинации
| година | награда                          | Категория                                                                  | Номинирана работа | Резултат  | Изт.   |
| ------ | -------------------------------- | -------------------------------------------------------------------------- | ----------------- | --------- | ------ |
| 2017 г | Награди за млад артист           | Най-добро представяне в цифров телевизионен сериал или филм – тийнейджърка | Странни неща      | Номиниран | [ 24 ] |
| 2017 г | Награди на Гилдията на актьорите | Изключително представяне на ансамбъл в драматичен сериал                   | Странни неща      | Спечелен  |        |
| 2018 г | Награди на Гилдията на актьорите | Изключително представяне на ансамбъл в драматичен сериал                   | Странни неща      | Номиниран | [ 25 ] |
| 2020 г | Награди на Гилдията на актьорите | Изключително представяне на ансамбъл в драматичен сериал                   | Странни неща      | Номиниран | [ 26 ] |